# Gagauška Republika
Gagauska republika (gagauški: Gagauz Respublikası; rum. Republica Găgăuzia; rus. Республика Гагаузия) bila je samoproglašeni nepriznati politički entitet prvi put proglašen 1989. koji se odvojio od Moldavije 1990. tijekom raspada Sovjetskog Saveza, ali se kasnije mirno pridružio Moldaviji nakon što je bila de facto neovisna od 1991. do 1995.

## Povijest
Posebni kongres predstavnika naroda Gagauza održan je 12. studenoga 1989., na kojem je proglašena Gagauska Autonomna Sovjetska Socijalistička Republika u Moldavskoj SSR, ali je sljedeći dan Prezidij Vrhovnog vijeća Moldavije ukinuo odluke Posebnog kongresa, nazvavši ih neustavnim.
Kongres narodnih zastupnika Stepskog Juga Moldavske SSR proglasio je sebe odvojenim od Moldavske SSR i uspostavu Gagauske Republike unutar Sovjetskog Saveza 19. kolovoza 1990. Dva dana kasnije, predsjedništvo Vrhovnog vijeća Moldavske SSR održalo je hitan sastanak i donesena je odluka da se republika proglasi nezakonitom, a kongres neustavnim. Odred moldavskih dragovoljaca i policijskih postrojbi poslani su u Gagauziju da uguše separatističku pobunu, no dolaskom sovjetskih vojnika je spriječeno krvoproliće.
U početku se republika sastojala od 5 okruga: Comrat, Ceadîr-Lunga, Vulcănești, Basarabeasca, Taraclia.
Gagauska Republika nikada se nije formalno proglasila neovisnom, a postala je de facto neovisna država tek nakon raspada Sovjetskog Saveza.
Dana 23. prosinca 1994., na temelju sporazuma koje su postigle Republika Gagauzija i Republika Moldavija, potpisan je dokument o mirnoj reintegraciji Gagauzije s autonomnim pravima. Stupio je na snagu 14. siječnja 1995. Reintegracija Gagauzije provedena je od prosinca 1994. do lipnja 1995., kada se Gagauska Republika zakonski raspala i postala Autonomna teritorijalna jedinica Gagauzija.

## Oružane snage
Kako se sukob u Gagauziji razvijao, a napetosti između Gagauza i središnje vlade u Kišinjevu ostale visoke, gagauzijska mjesta počela su osnivati paravojne strukture za svoju samoobranu. Najistaknutiji je bio Budžački bataljon (gagauški: Bucak Batalyonu; rum. Batalionul Bugeac), koji je vodio gagauski nacionalist i političar İvan Burgucu.